# کشتی‌نشستن به مقصد کیثیرا

کشتی‌نشستن به مقصد سیترا، نسخهٔ موزهٔ لوور

کشتی‌نشستن به مقصد کیثیرا نقاشی رنگ و روغن روی بوم از نقاش فرانسوی ژان-آنتوان واتو است که در سال ۱۷۱۷ میلادی کشیده شده و اکنون در موزه لوور در پاریس نگهداری می‌شود.
واتو نسخهٔ مشابه دیگری از این نقاشی را در سال ۱۷۱۸ یا ۱۷۱۹ کشیده بود که در مالکیت آکادمی نقاشی و پیکره‌سازی قرار داشت. این نسخه اکنون در کاخ شارلتنبورگ برلین نگهداری می‌شود.

## موضوع

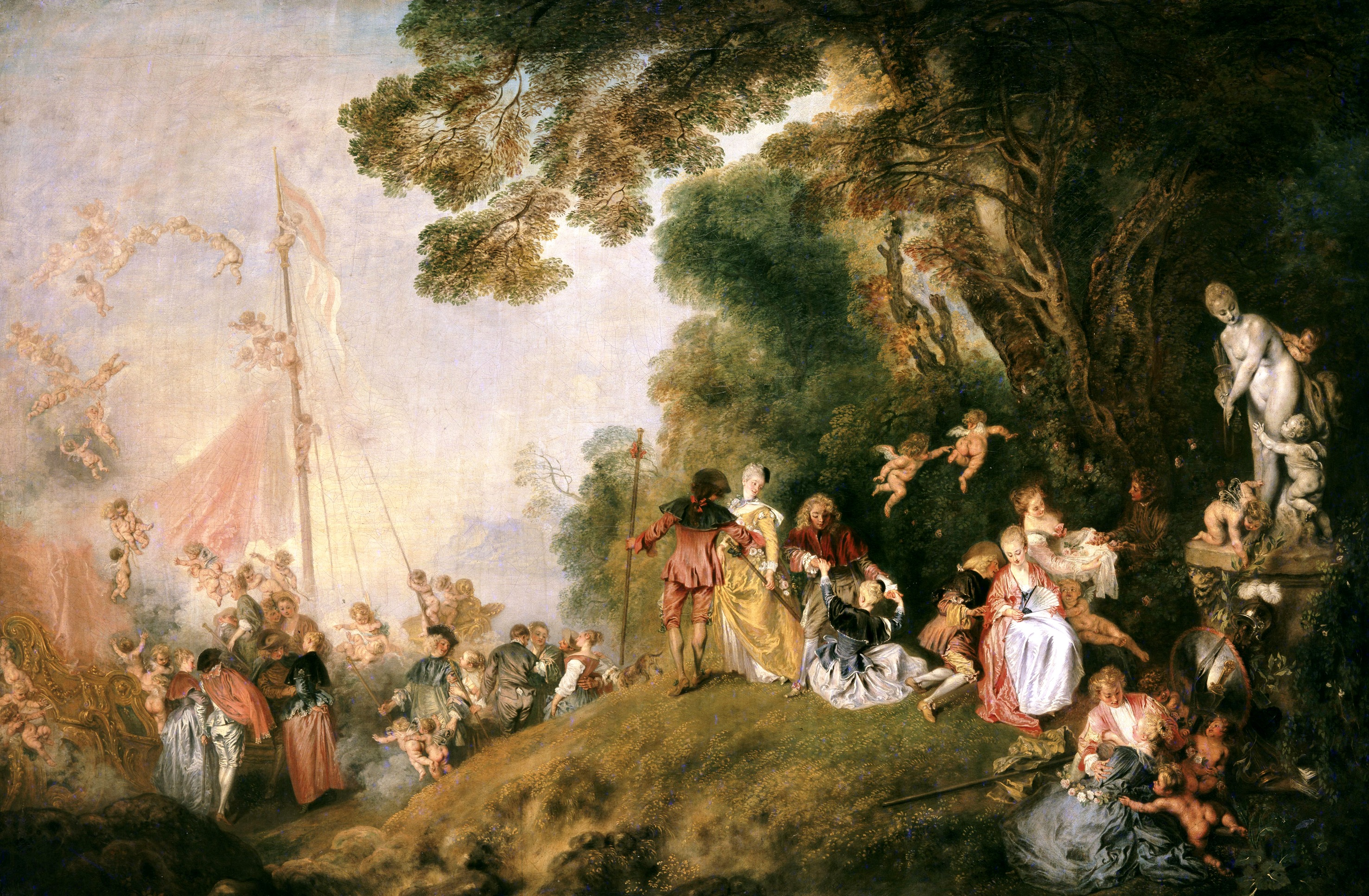
نسخهٔ دوم، نصب‌شده در کاخ شارلتنبورگ در برلین

کشتی‌نشستن به مقصد کیثیرا عشاقی را در شور و هیجان کامجویی در عشق پس از زیارتی از پرستشگاه ونوس در جزیرهٔ کیثیرا نشان می‌دهد. جزیرهٔ کیثیرا در اساطیر یونان باستان زادگاه آفرودیت الههٔ عشق بوده است. در این نقاشی در حالی که عده‌ای در حال پایین آمدن از تپه و ورود به کشتی در حال انتظار هستند، تعدادی همچنان در حال عشق‌بازی می‌باشند. در میان نقاشی زنی به عقب برگشته و پشت سرش را با حسرت می‌نگرد.